# Générateur de son

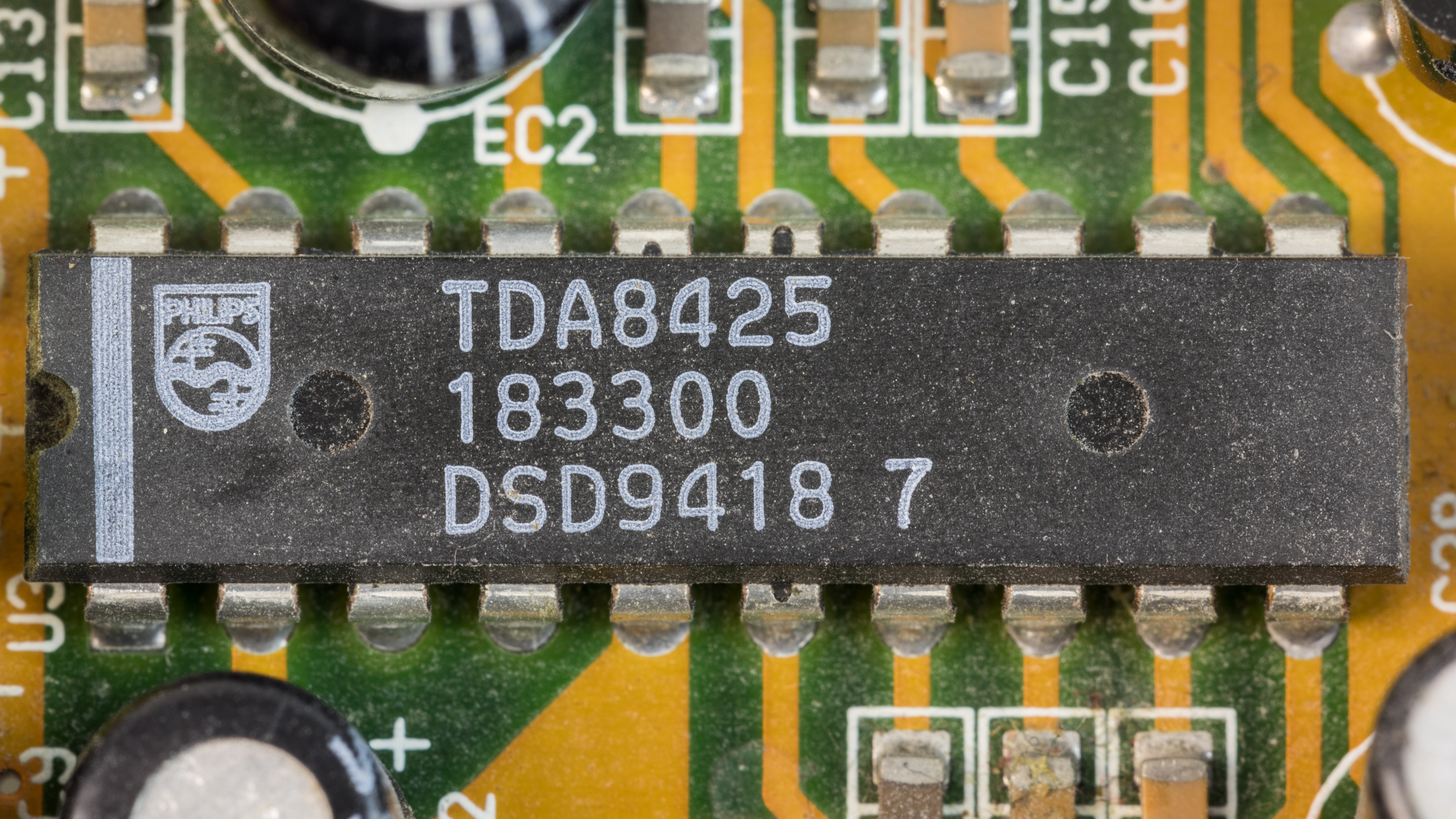
Un générateur de son du fabricant Philips.

Un générateur de son est un circuit intégré dont le but est de recréer un son programmé en mémoire (voir Chiptune). Le signal de ce son peut être numérique, analogique, ou en signal mixte. Ce composant électronique contient une mémoire figée (ROM) ou réinscriptible (par exemple une EPROM), un CNA, des filtres et des amplificateurs. Le composant peut également posséder des fonctions annexes telles que le réglage automatique de gain par détection d'enveloppe.
Les générateurs de son sont utilisés dans plusieurs types de matériels électroniques : Les synthétiseur, les anciens ordinateurs, les systèmes d'arcade, les cartouches de jeu vidéo, les cartes son, ou encore les téléphones portables.

## Types de générateurs
Il existe principalement deux types de générateurs de son :

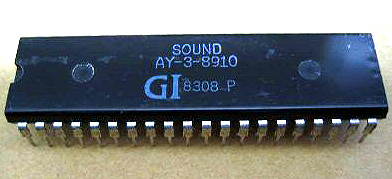
General Instrument AY-3-8910

- Générateur de son programmable, générant des formes d'ondes de façon algorithmique, utilisé sur les premiers micro-ordinateurs et consoles de jeu, notamment avec l'emblématique AY-3-8910 (3 voix) et ses clones utilisés sur la majorité des micro-ordinateurs, puis le SID (1982, 3 voix, effets avancés) utilisé sur Commodore 64, ou le Philips SAA1099 (6 voix), utilisé en paire sur les premières cartes Sound Blaster (1987) pour les compatibles IBM PC

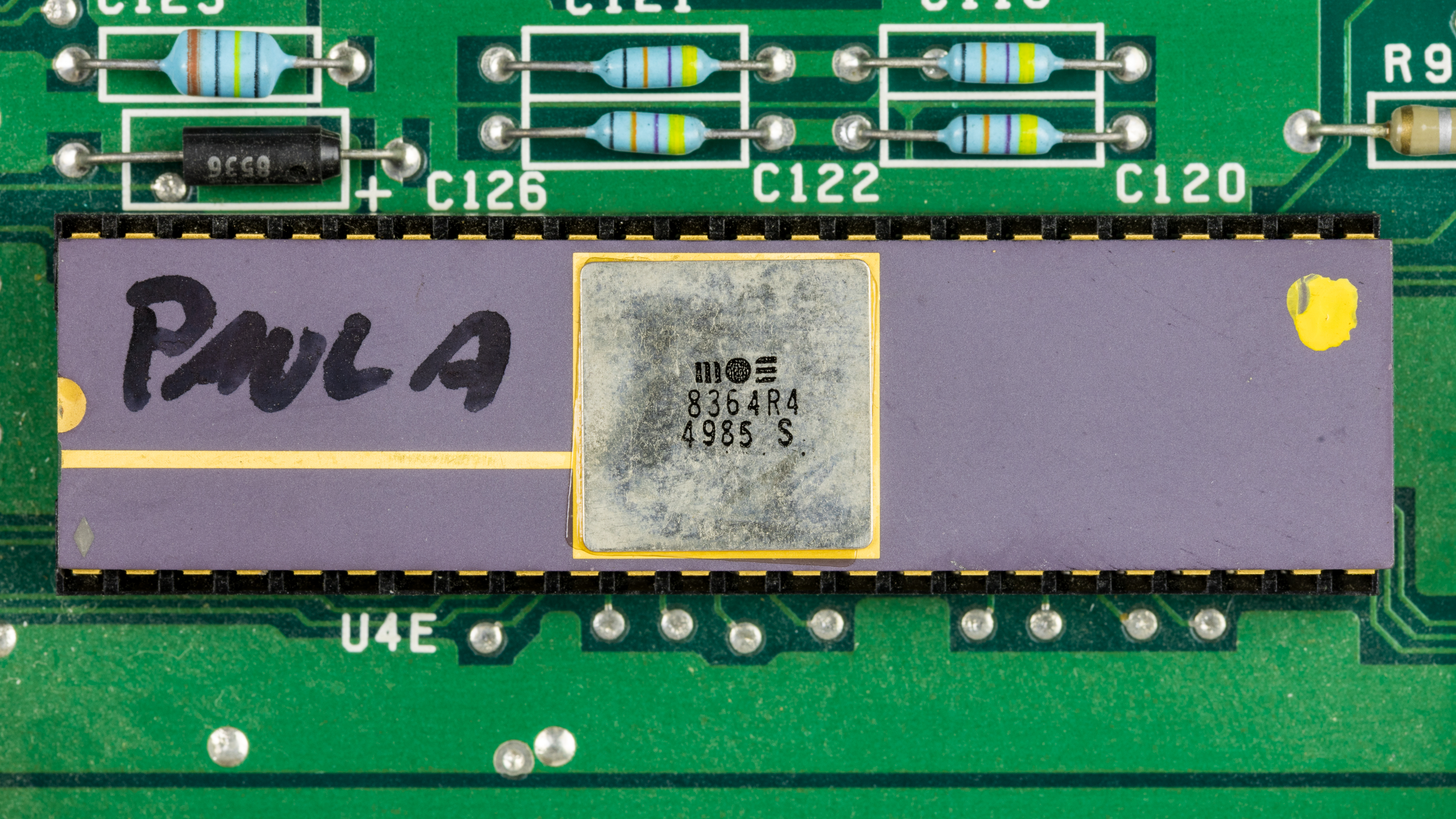
processeur Paula de l'Amiga

- Échantillonneur, se basant sur l'utilisation d'échantillon sonore pour produire le son, utilisé à partir de l'Amiga (1 985,4 voix 16 bits) sur les micro-ordinateur, puis Konami SCC (1986) dans les cartouches pour MSX. La carte Gravis Ultrasound (GUS, 1992) est la première carte populaire de ce type sur les ordinateurs compatible IBM PC. Dans le domaine des synthétiseurs en tant qu'instruments, Chamberlin (1949) ou bien Mellotron (1970) utilisent des bandes magnétiques comme mémoire d'échantillonnage, ou Fairlight CMI (1976) est le premier à utiliser des mémoires sous forme de semi-conducteurs pour ses échantillons.

Les générateurs de sons numériques modernes n'utilisent généralement plus que des échantillonneurs, les formes d'ondes étant générées par le microprocesseur principal et écrit dans une mémoire linéaire de type échantillon sonore. Il comporte toutefois souvent des DSP, utilisés pour accélérer le calcul d'effets sonores sur ces échantillons.

## Quelques fabricants
Légende :  ➪ signifie « Utilisé par »
Atari
- Atari POKEY ➪ Atari 8-bit, Atari 5200, cartouches Atari 7800 ;
- Atari TIA ➪ Atari 2600, Atari 7800 ;

Creative Labs
- Sound Blaster

Creative Labs / E-mu
- E-mu 10K
- E-mu 20K (en)

General Instrument
- General Instrument AY-3-8910 ➪ Atari ST, MSX, Intellivision, Amstrad CPC, ZX Spectrum ;

Hudson Soft
- Hudson Soft HuC6280 ➪ TurboGrafx-16/PC Engine ;

MOS Technology / Commodore
- MOS Technology 6560/6561 ➪ Commodore VIC-20 ;
- MOS Technology 6581/8580 ➪ Commodore 64, Commodore 128 ;
- MOS Technology 7360/8360 ➪ Commodore 16, Commodore Plus/4 ;
- MOS Technology 8364 "Paula" ➪ Commodore Amiga

OKI
- OKI MSM5205 ➪ Section Z, 68000 Based ;
- Oki MSM6295 ➪ Mitchell, CP System ;

Philips
- Philips SAA1099 ➪ SAM Coupé ;

Ricoh
- Ricoh 2A03/2A07 ➪ Nintendo Entertainment System, Nintendo Famicom ;
  - Konami
    - Konami VRC6 ➪ cartouche Nintendo Famicom ;
    - Konami VRC7 ➪ cartouche Nintendo Famicom ;

  - Namco
    - Namco N106 ➪ cartouche Nintendo Famicom ;

  - Sunsoft
    - Sunsoft 5B ➪ cartouche Nintendo Famicom ;

Sharp
- Sharp LR35902 ➪ Nintendo Game Boy ;

Sony
- Sony SPC700 ➪ SNES

Texas Instruments
- Texas Instruments SN76477 ➪
- Texas Instruments SN76489 ➪ BBC Micro, SG-1000, Texas Instruments TI-99/4a, Z80 Based ;
- Texas Instruments SN76489A ➪ ColecoVision, Sega Master System, Sega Game Gear, Sega Mega Drive/Genesis ;

Yamaha
- YM2149 ➪ Atari ST, Intellivision;
- Y8950 ➪ cartouche MSX : Panasonic FS-CA1, Toshiba HX-MU900, Philips NMS-1205
- YM2413 ➪ cartouche MSX, Mitchell ;
- YM2151 ➪ Sharp X68000, 68000 Based, Mitchell, CP System ;
- YM2203 ➪ Commando, Section Z, 68000 Based, PC88, PC98 ;
- YM2413 ➪ Version japonaise de la Sega Mega Drive/Genesis, différentes versions de MSX2 et MSX turbo R, quelques cartouches pour MSX ;
- YM2608 ➪ PC88 and PC98 ;
- YM2610 ➪ SNK Neo Geo ;
- YM2612 ➪ Sega Mega Drive/Genesis ;
- YM3526 ➪ Ikari Warriors
- YM3812 ➪ AdLib, Sound Blaster
- YMF262 ➪ Sound Blaster Pro 2.0
- YMF278 ➪ cartouche MSX
- YMF7xx ➪
- YMU786 ➪